# Jerzy Giedziński
Jerzy Giedziński herbu Prawdzic (zm. w 1693 roku) – biskup pomocniczy lwowski w 1663 roku, biskup tytularny Nicopolis in Armenia w 1663 roku, dziekan kapituły katedralnej lwowskiej w 1668 roku, kanclerz kapituły katedralnej lwowskiej w 1653 roku.